# Ларсен, Роальд
Роальд Ларсен (норв. Roald Larsen, 1 февраля 1898, Осло, Норвегия — 28 июля 1959, Осло, Норвегия) — норвежский конькобежец, чемпион мира (1924), многократный призёр Олимпийских игр (1924 и 1928), чемпион Европы (1924). Экс-рекордсмен мира.

## Мировой рекорд
За всю карьеру, Роальд установил один мировой рекорд - на дистанции 500 м. 
| Дистанция | Время | Дата            | Каток |
| --------- | ----- | --------------- | ----- |
| 500 м     | 43.1  | Февраль 4, 1928 | Давос |

## Личные рекорды
| Дистанция | Время   | Дата             | Каток      |
| --------- | ------- | ---------------- | ---------- |
| 500 м     | 43.61   | Февраль 4, 1928  | Давос      |
| 1000 м    | 1:31.8  | Февраль 3, 1929  | Хамар      |
| 1500 м    | 2:21.3  | Январь 1, 1928   | Осло       |
| 3000 м    | 5:21.7  | Март 5, 1935     | Тёнсберг   |
| 5000 м    | 8:34.4  | Февраль 10, 1924 | Конгсберг  |
| 10000 м   | 17:40.3 | Февраль 17, 1924 | Кристиания |